# Le Guerno
Le Guerno é uma comuna francesa na região administrativa da Bretanha, no departamento Morbihan. Estende-se por uma área de 9,83 km². Em 2010 a comuna tinha 1 004 habitantes (densidade: 102,1 hab./km²).